# Yousif Jaber
Yousif Jaber (born February 25, 1985) là một cầu thủ bóng đá from the Các Tiểu vương quốc Ả Rập Thống nhất (UAE). Hiện tại anh thi đấu cho Shabab Al-Ahli.